# Jason Lee (missionnaire)
 (juillet 2023).
Si vous disposez d'ouvrages ou d'articles de référence ou si vous connaissez des sites web de qualité traitant du thème abordé ici, merci de compléter l'article en donnant les références utiles à sa vérifiabilité et en les liant à la section « Notes et références ».
Pour les articles homonymes, voir Jason Lee (homonymie) et Lee.
Jason Lee (28 juin 1803 – 1845) était un missionnaire méthodiste et pionnier canadien qui a contribué à l'exploration des États-Unis.

## Biographie
Jason Lee est né le 28 juin 1803 dans le village de Stanstead, au Bas-Canada (actuellement au Québec). Un prêtre méthodiste, Richard Pope, l'a converti à l'âge de 23 ans. Il tente d'intégrer la Weslyan Missionary Society de Londres, qui forme des prêtres pour le Canada.
En 1832, quatre indiens Têtes-Plates de la Bitterroot vont à Saint-Louis rencontrer l'explorateur William Clark pour demander l'envoi de prêtres. Un article à ce sujet est publié dans le Christian Advocate and Journal l'année suivante et attire l'attention de Wilbur Fisk, président de la Wesleyan University. Jason Lee, un de ses anciens étudiants, et son neveu Daniel Lee, sont envoyés jusqu'à Fort Vancouver, comptoir de la Compagnie de la Baie d'Hudson, avec l'aide de Nathaniel Jarvis Wyeth, pour qu'ils soient accompagnés. Un des guides, John McLoughlin leur conseille de s'installer plutôt dans la vallée de la Willamette que les chez les indiens Têtes-Plates de la Bitterroot.
Il fonde l'Oregon Temperance Society, puis doit céder la direction de sa mission à George Gray, le conseil d'administration n'étant pas satisfait des résultats en matière d'éducation, après des projets de distillerie de son ami l'explorateur Edwin Young et la formation d'une compagnie rivale de celle de la Baie d'Hudson pour faire venir du bétail dans la région. Lee Jason était à l'origine des Champoeg Meetings pour tenter d'établir un gouvernement local dans cette région sous domination anglaise.